# Ichneumon pastinacae
Ichneumon pastinacae là một loài tò vò trong họ Ichneumonidae.